# 汉斯约尔格·孔策
汉斯约尔格·孔策（德語：Hansjörg Kunze，1959年12月28日—），德国男子田径运动员。他曾代表东德参加1980年和1988年夏季奥林匹克运动会田径比赛，其中1988年奥运会获得一枚铜牌。